# Кениг, Юзеф
Юзеф (Иосиф) Кениг (пол. Józef Kenig; 1821—1900) — польский журналист, «патриарх варшавской публицистики».
Служил в варшавском суде. 30 лет был редактором «Газеты Варшавской». Из отдельных книг Кенига наиболее интересны «Sprawa chińsko-japońska» и «Dwa odczyty» (1896). В течение 60 лет Кениг следил за драматическими событиями у поляков и статьи об этом помещал ежедневно в своей газете и в «Слове». Воспитанный на Лессинге и Сент-Беве, он принадлежал к эпигонам «идеалистов» в драматической критике, отстаивал классицизм и романтизм, смотрел на сцену, как на «святыню искусства», восставал против дешёвых эффектов; понимал, однако, новые течения в драме Ибсена и Гауптмана.